# Стражица (община)
Стражица (болг. Община Стражица) — община в Болгарии. Входит в состав Великотырновской области. Население составляет 15 911 человек (на 21.07.05 г.).

## Состав общины
В состав общины входят следующие населённые пункты:
1. Асеново
2. Балканци
3. Благоево
4. Бряговица
5. Виноград
6. Владислав
7. Водно
8. Горски-Сеновец
9. Железарци
10. Кавлак
11. Камен
12. Кесарево
13. Лозен
14. Любенци
15. Мирово
16. Николаево
17. Нова-Вырбовка
18. Ново-Градиште
19. Стражица
20. Сушица
21. Теменуга
22. Царски-Извор